# Johannes Geldenhuys

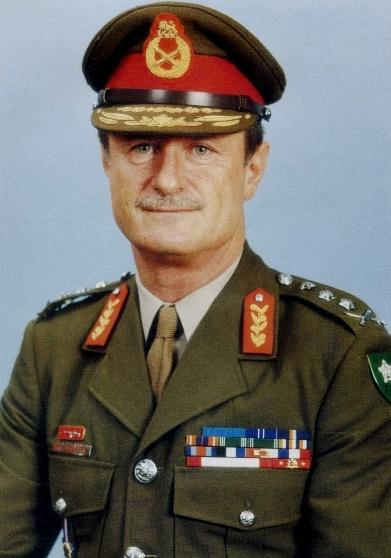
Johannes Geldenhuys

Johannes Jacobus Geldenhuys, auch Jannie Geldenhuys (* 5. Februar 1935 Farm Dansfontein im Distrikt Kroonstad, Oranje-Freistaat; † 10. September 2018 in George, Westkap) war ein südafrikanischer Offizier. Er war von 1985 bis 1990 Oberbefehlshaber der South African Defence Force.

## Leben
Geldenhuys wuchs in einer Familie unter schwierigen ökonomischen Verhältnissen auf. Sein Vater war ein politischer Unterstützer der Smuts-Regierung. Seine Mutter stammte aus Bethlehem und war in der Afrikanerparty aktiv. Die unterschiedlichen Ansichten der Eltern und im familiären Umfeld verdeutlichten ihm bereits früh die Positionen der „Smuts-Leute“ und die der „Nats“. Mit dem Ausbruch des Zweiten Weltkriegs nahm sein Vater einen Militärdienst in der Union Defence Force auf. Die mehrmaligen Standortverlegungen seines Vaters machten ihn in Kinderjahren zum camp follower und waren demzufolge mit mehrmaligem Schulwechsel verbunden. Für kurze Zeit lebte die Familie in Ladysmith und in Frankfort. Sein Vater kam schließlich an Kriegsschauplätzen in Ägypten und im Mittleren Osten zum Einsatz. Kurz nach seiner Rückkehr verstarb dieser in Südafrika.
Für die letzten Schuljahre besuchte er die Hoërskool Voortrekker in Bethlehem (OVS), die er 1952 mit dem Matric abschloss. Während seiner Jugendzeit spielte er begeistert Rugby und wollte deshalb Sportjournalist werden. Nach dem ersten Jahr im Militärgymnasium von Voortrekkerhoogte änderte sich jedoch sein Berufswunsch und er schlug eine Militärlaufbahn im stehenden Heer ein. Folglich wurde Geldenhuys im Februar 1954 Offiziersanwärter in der South African Army und begann ein Studium an der Universität Pretoria. Das schloss er mit einem Bachelor mil. im Jahre 1956 ab.
Den Truppendienst begann er mit dem Dienstgrad Seconde Lieutenant im One Special Service Battalion in Bloemfontein. In verschiedenen Dienstverwendungen absolvierte Geldenhuys einige Fortbildungen und schließlich einen Kurs für Stabsoffiziere. Dabei lernte er am South African Military College, das später nach Oudtshoorn umzog und in South African Army Infantry School umbenannt wurde. Drei Fortbildungen erfolgten im Ausland. Um 1961 führte Geldenhuys die Wacheinheit auf dem Jan Smuts Airport.
Im Jahre 1965 übernahm Geldenhuys eine Aufgabe im südafrikanischen Konsulat in Angola. Dort verbrachte er fünf Dienstjahre und erwarb dabei sehr gute Kenntnisse in Portugiesisch, das er schließlich fließend sprechen konnte. Als er Angola verließ, erhielt er 1972 den portugiesischen Prinz-Heinrich-Orden.
Im Anschluss an seinen Angola-Aufenthalt wurde Geldenhuys 1970 nach South West Africa/Namibia als Senior Officer Operations im SWA Command der SADF zum Standort Windhoek abkommandiert. Im Oktober erhielt er die Beförderung zum Brigadier. Für den Zeitraum von 1974 bis 1975 leitete er hier die Abteilung des militärischen Aufklärungsdienstes (Chief of Staff, Intelligence). Danach war Geldenhuys als Stabschef in Grootfontein an der Operation Savannah (1975–76) beteiligt, die aus militärischen Einsätzen im Grenzkrieg mit Angola bestand. Als die Operation Savannah im Februar 1976 endete, war er zum Director of Operations at the Army aufgestiegen und zum Major-General befördert worden.
Im Juli 1977 erhielt Geldenhuys den Oberbefehl über die südafrikanischen Truppen in South West Africa, indem er die Funktion des Commanding Officer of the South West Africa Command der South African Defence Force übernahm. Hierdurch erlangte er führenden Einfluss auf die Planung und Ausführung bedeutender Auslandseinsätze im benachbarten Land. Dazu zählte die Operation Reindeer im Mai 1978. Diese Militäraktion hatte wesentlichen Einfluss auf die Bildung der 1980 offiziell gegründeten South West African Territory Force.
Im September 1978 kehrte Geldenhuys in das SADF-Hauptquartier nach Pretoria zurück, wo er 1980 Chief of the Army, also Chef der Landstreitkräfte, und zum Lieutenant-General befördert wurde. Mit dem Dienstantritt als Chief of the Army stellte er klar, dass er diese Funktion nur als militärische und nicht als politische Aufgabe verstand.

“I said, no, no, no, MK is our enemy. ANC is the minister, the politicians enemy, not ours.”

„Ich sagte, nein, nein, nein, der MK ist unser Feind. Der ANC ist des Ministers, der Politiker Feind, nicht unserer.“

Seine hervorragenden Fähigkeiten im Verlaufe diplomatischer Missionen und bei anderen Verhandlungen während des Einsatzes in South West Africa/Namibia empfahlen Geldenhuys für internationale Aufgaben bei den Verhandlungen Südafrikas mit den Vereinten Nationen über mögliche Lösungen für das künftige unabhängige Namibia. In diesem Rahmen verhandelte er mit dem Chef der UNTAG-Einheiten. Später war er an den Verhandlungen zum Lusaka-Protokoll beteiligt, das zur Beendigung des Angolanischen Bürgerkriegs beitrug. Unter seiner Leitung entstand 1984 hierfür die Joint Monitoring Commission.
Im Jahre 1985 übernahm Geldenhuys als Nachfolger von Constand Viljoen das Oberkommando der South African Defence Force (Chief SADF). Damit war die Mitwirkung von Amts wegen im State Security Council verbunden, der Machtzentrale des Staatspräsidenten Pieter Willem Botha.
Während der Verhandlungen Südafrikas mit Vertretern von Kuba, Angola, den Vereinigten Staaten und der Sowjetunion zum Truppenabzug aus Angola war Geldenhuys an entscheidenden Gesprächen zur Findung einer Lösung für Angola und Namibia beteiligt. Im Ergebnis dieser Gespräche kam es zu Wahlen in Namibia und zum Rückzug von südafrikanischen und kubanischen Truppen aus diesen Konfliktregionen.
Als es 1988 zu Unruhen in Südafrika kam, setzte die Regierung Soldaten der südafrikanischen Streitkräfte im Inland ein. Nach einer Verlautbarung Geldenhuys vor einer Frauenvereinigung der Armee im Juni 1988 waren in den Townships zwischen 5000 und 8000 Soldaten aktiv.
Als im Februar 1990 nähere Informationen über die bislang geheimgehaltene SADF-Einheit CCB öffentlich wurden, sagte er über deren Entstehung aus.
Geldenhuys trat im Oktober 1990 von seinem Posten als Chef der SADF zurück und ging in den Ruhestand.
Die Wahrheits- und Versöhnungskommission (TRC) verweigerte 2001 Geldenhuys die Amnestie für seine Mitwirkung am Freilassungsversuch von Charles Sebe, dem Chef des Ciskei Central Intelligence Service (CCIS), aus einer Haftanstalt der Ciskei im Jahre 1986. Die TRC vernahm ihn auch zum Mord an Fabian Defu Ribeiro und seiner Frau Florence Ribeiro am 1. Dezember 1986 durch staatliche Agenten. Geldenhuys verneinte eine Beauftragung seinerseits für diese Tat.

## Privates
Johannes Geldenhuys war mit Marie Martins verheiratet. Aus der Ehe gingen vier Kinder hervor, zwei Töchter und zwei Söhne.
In seiner Freizeit schrieb er zwei Kurzerzählungen für Kinder und sammelte Werke des ungarischstämmigen, humoristischen Schriftstellers George Mikes.

## Werke (Auswahl)
- A general’s story. from an era of war and peace. Ball, Johannesburg 1995, ISBN 1-86842-020-5
- Die wat gewen het. feite en fabels van die bosoorlog. Litera Publikasies, Stellenbosch 2007, ISBN 978-1-920188-30-6
- South Afrika is fantastik: everyone's guide how not to be politically incorrect: who cares for Jimmy, Tarentaal and Gnu?: the miracle is over. Protea Boekhuis, Pretoria-Clydesdale, 2007 ISBN 978-1-86919-152-8
- At the front: A general’s account of South Africa’s border war. Ball, Johannesburg 2009 (2. Aufl. des Titels von 1995), ISBN 978-1-86842-331-6
- (Red.) We Were There. Winning the war for Southern Africa. Kraal Publishers, Centurion 2012, ISBN 978-0-9814009-8-3